# Decide (альбом)
Decide — второй студийный альбом американского актёра и музыканта Джо Кири, известного в музыке под псевдонимом Djo. Альбом вышел 16 сентября 2022 года на лейбле Djo Music (via AWAL) и стал продолжением его предыдущего альбома Twenty Twenty (2019). Кири и Адам Тейн полностью написали и спродюсировали альбом во время пандемии COVID-19 и записали его на студии The Sound Factory в Лос-Анджелесе в конце 2021 года. Отметив отход от своего предыдущего психоделического рок-звучания, Decide представляет собой альбом в стиле синти-поп, синтвейв и альт-поп. Лирическое содержание альбома сосредоточено на размышлениях Кири о некоторых темах и его беспокойстве по поводу перемен и идентичности.
После выхода Decide был положительно встречен музыкальными критиками, в основном за его лирику и продюсирование. Перед выходом альбома было выпущено четыре сингла: «Change», «Gloom», «Figure You Out» и «Half Life». В 2024 году трек «End of Beginning» вызвал вирусную активность в социальных сетях и вошёл в Billboard Hot 100, будучи выпущенным в качестве пятого сингла альбома. В то же время Decide появился в национальных чартах Канады, Германии, Венгрии, Нидерландов и США.

## Предыстория
Американский актёр и музыкант Джо Кири начал выпускать музыку под псевдонимом Djo в 2019 году, когда он покинул группу Post Animal после трёх проектов в период с 2015 по 2018 год. Его дебютный студийный альбом Twenty Twenty вышел 13 сентября 2019 года и был поддержан тремя синглами и концертами в США. NME приняли его положительно. В интервью на Ночном шоу с Джимми Фэллоном Кири заявил, что решение выступать под именем Djo было принято после того, как у него появилась идея не быть «напрямую связанным» с ним. Он также играет в парике, вдохновлённом артистом Энди Кауфманом. В интервью NME он сказал, что это начало отделять его музыкальную карьеру от Стива Харрингтона, его персонажа в сериале Stranger Things, но затем ему понравилось «товарищество, которое это создаёт».

## Композиция
Decide — альбом в жанре синти-поп, синтвейв и альт-поп, с элементами новой волны 1970-х, фанка и поп-музыки 1980-х. Он ознаменовал отход от психоделического рока Twenty Twenty, преимущественно содержащего синтезаторы и несколько вокальных аффектов.

## Отзывы
| Совокупная оценка    | Совокупная оценка |
| Источник             | Оценка            |
| -------------------- | ----------------- |
| AnyDecentMusic?      | 7.7/10            |
| Metacritic           | 77/100            |
| Оценки критиков      |                   |
| Источник             | Оценка            |
| Clash                | 8/10              |
| DIY                  | [ 13 ]            |
| Dork                 | [ 8 ]             |
| Exclaim!             | 7/10              |
| The Line of Best Fit | 8/10              |
| Pitchfork            | 6.8/10            |
| Under the Radar      | [ 9 ]             |
| AllMusic             | [ 15 ]            |

Альбом получил положительные отзывы музыкальных критиков.
На сайте Metacritic, который присваивает средневзвешенную оценку из 100 баллов отзывам основных критиков, альбом получил средний балл 77, основанный на 9 отзывах, что означает «в целом благоприятные отзывы».
Песенное творчество и темы альбома в целом получили высокую оценку; некоторые критики назвали лирику «честной». Лорен Макдермотт из Clash написала, что альбом имеет «ещё более широкий диапазон», чем звучание, и что сочетание крючков, лирики и высокоэнергетического инструментала является неожиданным. Финлей Холден из Dork похвалил слаженность и тематику альбома и сказал, что в нём «слишком много отдельных ярких моментов, чтобы их перечислять». Однако Морланд был более критичен, считая, что написание песен «не совсем соответствует вызову» и не имеет собственной индивидуальности, ссылаясь на несколько влияний.
Рецензенты положительно отозвались об альбоме: Холден восхищался «смелыми в звуковом плане и совершенно захватывающими» песнями, а Хартманн отметил звуковые и эмоциональные повороты. Гамильтон-Пич согласился, назвав альбом «хамелеонским» и похвалив артистический голос Кири. Морланд отметил, что главными в альбоме являются длинные песни, в которых постановка принимает «неожиданные направления». Маккарти описал Decide как «глубокомысленную и при этом бесконечно танцевальную коллекцию песен».
Мэтт Коллар из AllMusic отметил, что «Актёры, которые также занимаются музыкой, часто представляют собой сомнительное предложение, заставляющее задуматься о том, насколько серьёзно, а тем более хорошо, они относятся к своему второму творческому занятию. В случае с Джо Кири ответ довольно хорош! Наиболее известный в роли Стива Харрингтона из хитового сериала ужасов „Чужие вещи“, Кири также подрабатывает поп-певцом. Работая под сценическим псевдонимом Djo (произносится как „Джо“), он создаёт пьянящую смесь ретро-поп-музыки, вдохновлённой прог-попом и синти-попом. Этот вызывающий стиль он впервые представил в альбоме 2019 года Twenty Twenty и развил его в альбоме 2022 года Decide.
То, что большая часть Decide наполнена грамотным и язвительным юмором, не говоря уже о запоминающихся поп-хуках, говорит о том, насколько творчески вдохновлён Кири в роли Djo».

## Список композиций
Все треки написаны и спродюсированы Джо Кири и Адамом Тейном, за исключением тех случаев, когда это указано.
| №                   | Название                                         | Длительность |
| ------------------- | ------------------------------------------------ | ------------ |
| 1.                  | «Runner»                                         | 4:18         |
| 2.                  | «Gloom» (автор: Joe Keery)                       | 2:00         |
| 3.                  | «Half Life»                                      | 3:47         |
| 4.                  | «Fool» (автор: Keery)                            | 1:54         |
| 5.                  | «On and On»                                      | 4:03         |
| 6.                  | «End of Beginning» (автор: Keery)                | 2:39         |
| 7.                  | «I Want Your Video»                              | 2:08         |
| 8.                  | «Climax»                                         | 3:55         |
| 9.                  | «Change» (автор: Keery)                          | 2:57         |
| 10.                 | «Is That All It Takes» (автор и продюсер: Keery) | 0:20         |
| 11.                 | «Go for It»                                      | 3:01         |
| 12.                 | «Figure You Out»                                 | 3:04         |
| 13.                 | «Slither»                                        | 1:50         |
| Общая длительность: | Общая длительность:                              | 36:03        |

| №                   | Название            | Длительность |
| ------------------- | ------------------- | ------------ |
| 1.                  | «Uglyfisherman»     | 2:14         |
| 2.                  | «Listen»            | 5:03         |
| Общая длительность: | Общая длительность: | 7:17         |

## Чарты
| Чарт (2022)                                   | Высшая позиция |
| --------------------------------------------- | -------------- |
| Канада (Canadian Albums Chart)                | 35             |
| Нидерланды (Album Top 100)                    | 10             |
| Германия (Offizielle Top 100)                 | 35             |
| Венгрия (MAHASZ)                              | 32             |
| Великобритания (UK Digital Albums Chart)      | 93             |
| США (Billboard 200)                           | 56             |
| США (Billboard Independent Albums)            | 10             |
| США Top Rock & Alternative Albums (Billboard) | 11             |